# Альварес, Икер
И́кер А́льварес де Эула́те Мольне́ (кат. Iker Álvarez de Eulate Molné; 25 июля 2001, Андорра-ла-Велья) — андоррский футболист, вратарь испанского клуба «Вильярреал B» и сборной Андорры.
Сын футболиста и футбольного тренера Кольдо, признанного в 2003 году лучшим футболистом Андорры за последние 50 лет. С 2010 года его отец возглавляет сборную Андорры.

## Биография

### Клубная карьера
В 2019 году заключил контракт с «Вильярреалом» и дебютировал на профессиональном уровне в составе фарм-клуба «Вильярреал C», за который выступал в четвёртом дивизионе Испании. С 2021 года выступал за «Вильярреал B» сначала в третьем, а начиная с сезона 2022/23, во втором дивизионе.

### Карьера в сборной
С 2020 года вызывался в основную сборную Андорры, главным тренером которой был его отец. Дебютировал за сборную 28 марта 2021 года в матче отборочного турнира чемпионата мира 2022 против сборной Польши (0:3). В 2022 году сыграл три матча в Лиге наций УЕФА.